# Синти (язык)
Синти (Manouche, Manuche, Romanes, Rommanes, Sinte, Sinte Romani, Sintenghero Tschib(en), Sinti, Sintí, Sinti-Manouche, Sintitikes, Tsigane, Ziguener) — один из диалектов цыганского языка, на котором говорит народ синти, который проживает в Косово в Сербии, в Австрии, в Хорватии, в Чехии, во Франции; в южных колониях города Гамбург, на севере Италии, в Казахстане (Алматы, Астана, Павлодар), в России (Москва), в Нидерландах, в Польше, в Словении и в Швейцарии. В нескольких странах самоназвание народа — Sasítka Romá. В Казахстане и России самоназвания — Немцы́тка Рома́, Неме́цка Рома́.
У синти есть много диалектов: аббруззеси, гадшкене, кранария, крантикский, лаллере, мануче (мануш), прайстикский, пьемонтский, сербский, словенско-хорватский, эстрачария, эфтавагария.

## Примеры

### Один из диалектов немецких синти
- 1. Tu rakre sintitikes?
- 1. Ты говоришь на языке синти?
- 2. Ava, me rakrau sintitikes.
- 2. Да, я говорю на языке синти
- 3. Halauter hajve oder paš hajve?
- 3. Все понимаешь или половину?
- 4. Halauter hajvau.
- 4. Всё понимаю.
- 5. Kater džine mari čib?
- 5. Откуда знаешь наш язык?
- 6. Miri mami hi sinta.
- 6. Моя бабушка синта.
- 7. Man feltel har tu rakre sintitikes.
- 7. Мне нравится как ты говоришь на языке синти.
- 8. Phen čemoni mangi.
- 8. Скажи что-нибудь мне.
- 9. Džinau či hoj te phenab tuki.
- 9. Не знаю что сказать тебе.
- 10. Pal kava tu ho denkre?
- 10. Что ты об этом думаешь?
- 11. Kava hi maro džipen.
- 11. Это наша жизнь.
- 12. Jov džinel či mari čib .
- 12. Он не знает нашего языка .
- 13. Xačel mro dži, kana dikhau ap tute.
- 13. Горит моя душа/сердце, когда смотрю на тебя.
- 14. Hako dives un haki rati me denkrau pal tute.
- 14. Каждый день и каждую ночь я думаю о тебе.
- 15. Kava hi miro phral, jov vas dran o Gamburg.
- 15. Это мой брат, он приехал из Гамбурга.
- 16. Kana homis me tikno čavo, his paš mande bari familija .
- 16. Когда я был маленьким мальчиком, была у меня большая семья.
- 17. Tu xajal kava xaben?
- 17. Ты ел эту еду?
- 18. Me xajom či kava xaben.
- 18. Я не ел эту еду.
- 19. Beš koj, xa te pi.
- 19. Садись туда, ешь и пей.
- 20. Parkrau, kamau či, hom či bokhelo.
- 20. Спасибо, не хочу, я не голоден.
- 21. Kater tu hal?
- 21. Откуда ты?
- 22. Me hom dran i Jugoslavija.
- 22. Я из Югославии.
- 23. Har khare tut?
- 23. Как тебя зовут?
- 24. Me kharau man Robert. Aba tu har khare tut?
- 24. Меня зовут Роберт. А тебя как зовут?
- 25. Te ves baxtelo te zorelo, Robert! Me kharau man Toni.
- 25. Будь счастлив и здоров, Роберт! Меня зовут Тони.
- 26. Parkrau man tuki. Tu nina te ves baxtelo te zorelo!
- 26. Спасибо тебе. Ты тоже будь счастлив и здоров!
- 27. Kaj tu džive?
- 27. Где ты живёшь?
- 28. Me dživau kate, paš tumende. Kova parno kher miro hi.
- 28. Я живу здесь, рядом с вами. Тот белый дом мой.
- 29. Ne mišto, kana džinau kaj tu džive.
- 29. Ну хорошо, теперь знаю где ты живёшь.
- 30. Kharau tut an miro kher.
- 30. Приглашаю тебя в мой дом.
- 31. Parkrau man tuki. Ne me dikhau tu hal lačo čavo. Me nina kharau tut.
- 31. Спасибо тебе. Ну я вижу ты хороший парень. Я тоже приглашаю тебя.
- 32. Ač devlea, Robert!
- 32. Оставайся с богом, Роберт!
- 33. Devlea, Toni!
- 33. С богом, Тони!